# Pastorale (Stravinsky)
Pastorale (W10) is een lied zonder woorden voor sopraan en piano, gecomponeerd door Igor Stravinsky (1882-1971) in 1907 in Oestiloeg in Rusland. Het werk is opgedragen aan Nadezjda Rimski-Korsakov, de dochter van Nikolaj Rimski-Korsakov. Het werk werd in 1908 in Sint-Petersburg voor het eerst uitgevoerd.
Stravinsky instrumenteerde het werk voor sopraan, hobo, Engelse hoorn, klarinet en fagot tijdens zijn verblijf in Biarritz in 1923.
In 1933 maakte Stravinsky, in een verlengde versie, een transcriptie voor viool, hobo, Engelse hoorn, klarinet en fagot, 'om de eenvoudige reden dat liederen zoals deze niet langer meer werden uitgevoerd' 1). In hetzelfde jaar maakt hij ook een transcriptie voor viool en piano (samen met Samuel Dushkin, voor hun gezamenlijke concerten).

## Oeuvre
Zie het Oeuvre van Igor Stravinsky voor een volledig overzicht van het werk van Stravinsky.

## Geselecteerde discografie
- versie voor sopraan en piano: ?
- versie voor sopraan en ensemble: 'Stravinsky Songs', Phyllis Brin-Julson, sopraan; Ensemble Intercontemporain o.l.v. Pierre Boulez (Deutsche Gramophon DGG 2531 377;ook verschenen op CD DGG 431 751-2)
- versie voor viool en piano: Lydia Mordkovitch, viool, en Julian Milford, piano (Chandos CHAN 9756)
- versie voor viool, hobo, Engelse hoorn, klarinet en fagot:
  - Stravinsky dirige Stravinsky 'Jazz', Israel Baker, viool, en Columbia Chamber Ensemble; CBS 'Grands Interprètes' CBS 76 025 (in 1991 verschenen op CD in de 'Igor Stravinsky Edition' in het deel 'Chamber Music & Historical Recordings', 2CDs SM2K 46 297)
  - 'Stravinsky Chamber Works and Rarities', European Soloists Ensemble, Dmitri Ashkenazy, klarinet, o.l.v. Vladimir Asjkenazi (Double Decca 473 810-2)